# 福岡市九電記念体育館
福岡市九電記念体育館（ふくおかしきゅうでんきねんたいいくかん）は、福岡県福岡市中央区薬院4丁目14番1号にかつて存在したステージ付体育館。九州電力が保有・管理した時代は九電記念体育館と称し、2003年に福岡市に無償譲渡されてからは、名称に「福岡市」を冠し、福岡市営となっていた。

## 概要
九州電力創立10周年を記念し、1964年（昭和39年）4月に杮落とし。1970年（昭和45年）8月15日にはTBS系列番組『8時だョ!全員集合』（当時RKB毎日放送が制作協力を担当）の公開放送が行われ、ザ・ドリフターズとテレビドラマ『サインはV』の出演メンバーがバレーボール対決した舞台でもあった。
クイーンやキッス、エアロスミス、エルトン・ジョンなどといった海外のアーティストが福岡国際センターが完成するまでコンサートでも使用していたほか、プロレス、プロボクシングなどの興行も行われていた。プロボクシングでは1975年（昭和50年）3月27日のWBC世界ジュニアライト級選手権：柴田国明対オールド・マクルフィー（アルジェリア）戦、2006年（平成18年）1月29日のWBC世界フェザー級選手権：池仁珍（大韓民国） 対 越本隆志戦などがこの体育館で開催され、近年でも亀田和毅・黒木優子のダブルユース王座戦などが行われた。
大相撲九州場所の会場としても、福岡スポーツセンターから引継ぎ、1974年（昭和49年）から1980年（昭和50年）まで使用されていた（当時は九電記念体育館）。
落成以来永きにわたり九州電力の企業営体育館であったが、2003年（平成15年）に建物が福岡市に無償譲渡（敷地については九州電力から福岡市への有期の無償貸与）されて市営の体育館となった。
2005年（平成17年）に発生した福岡県西方沖地震では玄界島の住民向けの避難所としても使用された。
2007年（平成19年）より、プロバスケットボール・Bリーグのライジングゼファーフクオカ（旧ライジング福岡）のホームゲームに使用されていた。しかし建物の老朽化に加え、福岡アイランドシティに照葉積水ハウスアリーナ（福岡市総合体育館）が完成したこと（2018年12月1日開館）により、2019年3月末をもって閉館となり、建物は解体された。

## 閉館記念番組
閉館にあわせ、KBCラジオで2019年3月23日13:00 - 17:00に『特別番組 ありがとう!九電記念体育館』が放送された 。パーソナリティーは沢田幸二（KBCアナウンサー）とコガ☆アキが担当。

## 施設
競技場は1,645m2（35m×47m）、固定席1,992席、立見席380人。6人立・射程28mの弓道場が設置されていた。駐車場は150台収容。

## 交通アクセス
- 薬院駅（西鉄天神大牟田線・福岡市地下鉄七隈線）徒歩6分
- 西鉄バス九電体育館前下車（体育館廃止後は「浄水通り」に改称）